# Kentucky Lake
Kentucky Lake is een stuwmeer in de Tennessee, halfweg Nashville en Saint Louis, op de grens van Kentucky en Tennessee. Het meer is ontstaan in 1944 na de bouw van de Kentucky Dam.
Het meer is qua oppervlakte het grootste kunstmatige meer ten oosten van de Mississippi in de VS. Qua volume is Lake Cumberland weer groter. Kentucky Lake wordt gebruikt als bron voor een waterkrachtcentrale.